# Her Mother's Oath
Her Mother's Oath é um filme mudo norte-americano de 1913 em curta-metragem, do gênero drama, dirigido por D. W. Griffith. O filme foi produzido pela Biograph Company e distribuído pela General Film Company.

## Elenco
- Jennie Lee ... A mãe
- Dorothy Gish ... A filha
- Henry B. Walthall ... O ator